# ラバイバー 〜悲しみがまた繰り返そうと誰かに愛を唄う〜
「ラバイバー 〜悲しみがまた繰り返そうと誰かに愛を唄う〜」（ラバイバー かなしみがまたくりかえそうとだれかにあいをうたう）は、2006年6月28日に発売された玉木宏の6thシングル。
発売元はavex trax。

## 解説
- 3週連続リリースの第3弾。
- 2008年3月19日に発売されたアルバム『Bridge』で新たに歌いなおした「ラバイバー 〜悲しみがまた繰り返そうと誰かに愛を唄う〜(album version)」が収録されている。

### CDタイプ
- 通常版 (AVCD-30969)
- CD+DVD版 (AVCD-30968/B)

## 収録曲

### CD
1. ラバイバー 〜悲しみがまた繰り返そうと誰かに愛を唄う〜
作詞・作曲・編曲：raven jam Factory
  - 『チューボーですよ!』エンディングテーマ（TBS系、2006年7月 - 9月）
2. Time to Pass
作詞・作曲：RICU、編曲：高藤大樹

### DVD
1. 「ラバイバー 〜悲しみがまた繰り返そうと誰かに愛を唄う〜」MUSIC CLIP
2. コメントオフショット